# 藤ゆうこ
- 藤 ゆう子

藤 ゆうこ（ふじ ゆうこ、1969年10月20日 - ）は、主に1980年代後期に活躍していた日本の元歌手。本名、須藤 祐子。
ソーマオフィスに所属していた。

## 来歴・人物
静岡県御殿場市出身。一人っ子。御殿場に住む前に同じ静岡県の伊豆地方に住んでいたことがある。中学生時代はバレーボール部で活動。
1985年、TBSテレビのオーディション番組『スターオーディション』の第1回決戦大会にて合格。デビューを勝ち取り、同年12月1日発売のシングル「銀雪の浪漫 ～Follow You～」で歌手デビュー。
デビューと共に上京して堀越高等学校に入学、同校卒業。
サイズは身長164cm、B80cm、W60cm、H80cm（1986年当時）。血液型O型。アイススケートが、子供の頃から通っていたこともあって特技。果物、動物好きだがひよこをペットとして飼っていたことがあったこともあって鶏肉が嫌いだったという。

## ディスコグラフィー

### シングル
| 発売日        | レーベル | 面 | タイトル                     | 作詞       | 作曲     | 編曲     | 備考 |
| ------------- | -------- | -- | ---------------------------- | ---------- | -------- | -------- | --- |
| 1985年12月1日 | VAP      | A  | 銀雪の浪漫 ～Follow You～    | 内藤綾子   | 水谷公生 | 水谷公生 | 『銀雪の浪漫』はTBS系ドラマ『禁じられたマリコ』主題歌。 オリコンで残る記録では、最高位47位、 登場週数9週、売り上げ25,000枚。                          |
| 1985年12月1日 | VAP      | B  | ジェラシーは危険なミステリー | 内藤綾子   | 水谷公生 | 水谷公生 | 『銀雪の浪漫』はTBS系ドラマ『禁じられたマリコ』主題歌。 オリコンで残る記録では、最高位47位、 登場週数9週、売り上げ25,000枚。                          |
| 1986年4月21日 | VAP      | A  | 青春を止めないで             | 内藤綾子   | 水谷公生 | 水谷公生 | 『青春を止めないで』はTBS系バラエティ番組 『紳助・俵太のここ一番』テーマソング。 オリコンで残る記録では、最高位60位、 登場週数5週、売り上げ12,000枚。 |
| 1986年4月21日 | VAP      | B  | HIGH! 元気?!                 | ふかいまり | 水谷公生 | 水谷公生 | 『青春を止めないで』はTBS系バラエティ番組 『紳助・俵太のここ一番』テーマソング。 オリコンで残る記録では、最高位60位、 登場週数5週、売り上げ12,000枚。 |

## 出演

### テレビドラマ
- セーラー服通り（TBS）- 律子 役

### その他
- スターオーディション（TBS）
- 第27回日本レコード大賞（TBS、1985年12月31日）- プレゼンターとして出演[7]。